# Hermann Hirzel (Abt)

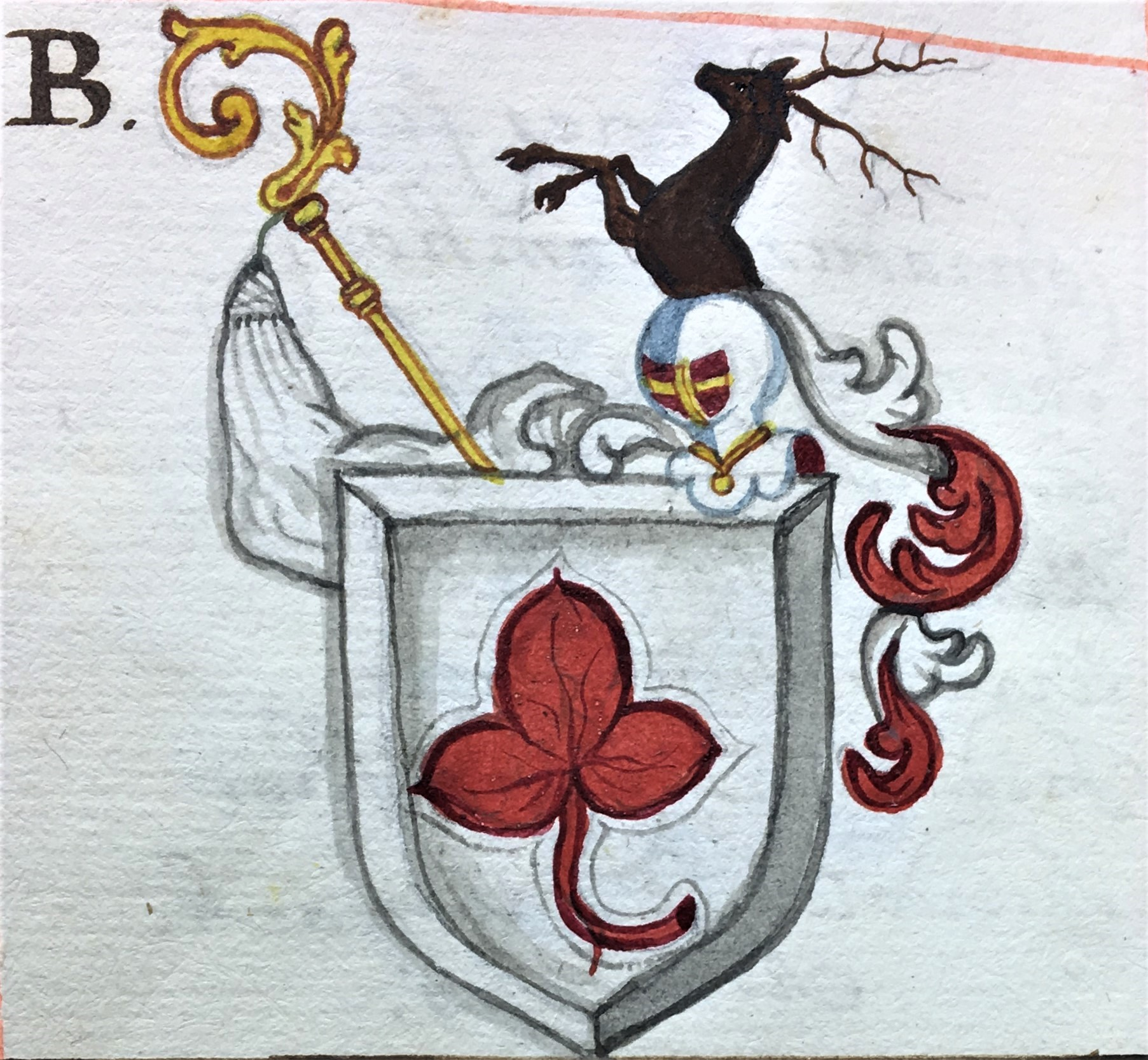
Wappen von Hermann Hirzel

Hermann Hirzel († 1480 in Muri) war ein Schweizer Benediktinermönch. Von 1465 bis zu seinem Tod war er Abt des Klosters Muri in den Freien Ämtern (im heutigen Kanton Aargau).
Hirzel soll 1388 in Pfäffikon geboren worden sein. Erstmals erwähnt wird er in einem klösterlichen Urbar aus dem Jahr 1445. Er wurde am 9. April 1465 zum Abt gewählt und drei Wochen später durch Burkhard II. von Randegg, den Bischof von Konstanz, bestätigt. Die Stadt Bremgarten nahm 1475 Abt und Konvent ins Bürgerrecht auf.